# Liberius (Patricius)
Petrus Marcellinus Felix Liberius (* um 465; † um 554) war ein weströmischer Diplomat und Prätoriumspräfekt (praefectus praetorio), der sowohl unter den Ostgoten als auch unter dem oströmischen Kaiser Justinian I. als Beamter und Feldherr diente. Verwandtschaftlich stand er in Verbindung zur bedeutenden stadtrömischen Familie der Anicii.

## Frühes Leben, Herkunft und Familie
Über die genaue Herkunft des Liberius ist nichts bekannt. Es wird jedoch vermutet, dass seine Familie aus dem norditalischen Ligurien stammte. Das Geburtsjahr wird anhand seines Todesjahrs und Alters annäherungsweise bestimmt. Seine Laufbahn im westlichen Teil des Römischen Reiches begann bereits unter Odoaker, der im Jahr 476 den illegitimen weströmischen Kaiser Romulus Augustulus abgesetzt und dessen Vater Orestes getötet hatte, woraufhin er sich formal dem oströmischen Kaiser unterstellte.
Mit seiner Frau Agretia hatte Liberius mehrere Söhne und eine Tochter. Namentlich bekannt ist nur sein Sohn Venantius, der um 507/511 wohl wegen der Verdienste seines Vaters comes domesticorum vacans und 507 Konsul war.

## Ämter und Titel im Weströmischen Reich und im Ostgotenreich
Nachdem der rex bzw. Usurpator Odoaker vom Ostgotenkönig Theoderich ermordet worden war, der vom Ostkaiser Zenon nach Italien gesandt worden war, trat Liberius in dessen Dienste und wurde um 493 zum Prätoriumspräfekten für Italien (praefectus praetorio Italiae) ernannt. Diesen Posten, der ihn zum Haupt der zivilen Verwaltung machte, bekleidete er vermutlich bis zum Jahr 500, als Theoderich ihm mit Einwilligung des Kaisers Anastasius den hohen Ehrentitel eines patricius verlieh. Liberius war zuvor mit der heiklen Aufgabe betraut worden, die Ansiedlung der gotischen Foederaten in Italien ohne unnötige Provokation der senatorischen Landbesitzer durchzuführen. Wie genau er dabei vorging, ist umstritten, sicher aber ist, dass er die Aufgabe innerhalb kurzer Zeit lösen konnte und von allen Seiten für sein geschicktes Vorgehen gelobt wurde. Die Ernennung zum patricius scheint in diesen Zusammenhang zu gehören.
Liberius blieb einer der engsten römischen Mitarbeiter der gotischen Herren Italiens. Um 510 wurde er mit der Verwaltung des neu eroberten Gebietes in der ehemaligen römischen Provinz Gallia Narbonensis beauftragt, wo er als praefectus praetorio Galliarum sowohl zivile als auch militärische Aufgaben wahrnahm und bei einem Raubzug der Westgoten verletzt wurde. Um 533 wurde er unter Theoderichs Enkel und Nachfolger Athalarich bzw. dessen Mutter Amalasuntha, die als Regentin herrschte, zum patricius praesentalis ernannt, was den nominellen Befehlshaber über das gotische Heer meinte, und behielt gleichzeitig den Titel des gallischen Prätoriumspräfekten.

## Wirken unter Kaiser Justinian
Im Vorfeld des langen Krieges (535–554/62) zwischen dem Oströmischen Reich und den italischen Ostgoten fungierte Liberius als Gesandter König Theodahads, der für den Tod Amalasunthas verantwortlich gemacht wurde. Im Jahr 534 wurde er mit einigen weströmischen Senatoren an den Hof Justinians entsandt, um mit dem Kaiser zu verhandeln und Theodahads Politik zu rechtfertigen. Da er aber vermutlich selbst mit dessen Herrschaft unzufrieden war, obwohl dieser ihm einigen Grundbesitz hatte zukommen lassen, kehrte er nicht nach Italien zurück und verblieb nach dem Beginn des Gotenkrieges zunächst in Konstantinopel.
Liberius trat nun in kaiserliche Dienste. So fungierte er zwischen 538/539 und 542 als Justinians Präfekt in der wichtigen Provinz Ägypten (praefectus Augustalis). In den späteren Jahren des Gotenkrieges sollte er 549 und 550 mit militärischen Aufgaben betraut werden. Hier konnte Liberius jedoch keine wirklichen Erfolge verzeichnen, da der Kaiser ihn teils wegen seines hohen Alters, teils wegen seiner vermutlich unzureichenden militärischen Erfahrung durch andere Feldherren ersetzen ließ. Ein Teilerfolg bildete aber das Eindringen in den Hafen des von den Ostgoten unter König Totila belagerten Syrakus, was jedoch letztlich keine Auswirkungen auf die Belagerung hatte.
Seine größte, doch im zeitgenössischen Verständnis offenbar wenig beachtete militärische Operation stellte ein Feldzug in das Reich der Westgoten in Spanien dar. Diese war äußerlich eine Hilfeleistung Justinians für den Thronprätendenten Athanagild, der gegen den unbeliebten König Agila I. rebellierte. Liberius wurde 551 mit einer kleinen Streitmacht von Africa aus nach Südspanien entsandt und konnte dort wohl als magister militum Spaniae einen Gebietsstreifen und wichtige Städte entlang der Mittelmeerküste bis zur Meerenge von Gibraltar unter oströmische Herrschaft stellen. Obwohl diese Eroberungen in den römischen Quellen nur am Rande beachtet werden, konnte sich die Provinz Spania immerhin bis 625 halten.
Anfang 553 kehrte Liberius aus Spanien nach Konstantinopel zurück, wo er am 5. Ökumenischen Konzil teilnahm. Im Jahr 554 ging er wieder nach Italien, wo er wohl noch im selben Jahr im Alter von fast 90 Jahren verstarb. Er wurde von seinen Kindern im Grab seiner Frau in Rimini (Ariminum) bestattet.
Liberius’ Karriere unter Kaiser Justinian war wegen seines hohen Alters geradezu bezeichnend für die zunehmende Überalterung der oströmischen Amtsträger in der zweiten Regierungshälfte Justinians, die aus der Rückschau beinahe den Eindruck vermittelt, es habe sich um eine Gerontokratie gehandelt: Der 565 mit immerhin 85 Jahren verstorbene Kaiser hatte sich zu Beginn seiner langen Herrschaft mit zahlreichen begabten Männern wie Belisar oder Narses umgeben, die ihm bis in ihr hohes Alter dienten. Die Laufbahn des Liberius ist eine der längsten im spätantiken römischen Staate und gekennzeichnet durch den Wechsel zwischen zivilen und militärischen Ämtern in fast dem gesamten Mittelmeerraum.